# تپه شازده شوری
تپه شازده شوری در شهرستان ملایر، بخش سامن، دهستان سامن، روستای پیرسواران واقع شده و این اثر در تاریخ ۲۵ آبان ۱۳۸۷ با شمارهٔ ثبت ۲۳۷۱۲ به‌عنوان یکی از آثار ملی ایران به ثبت رسیده است.